# 瑞山市

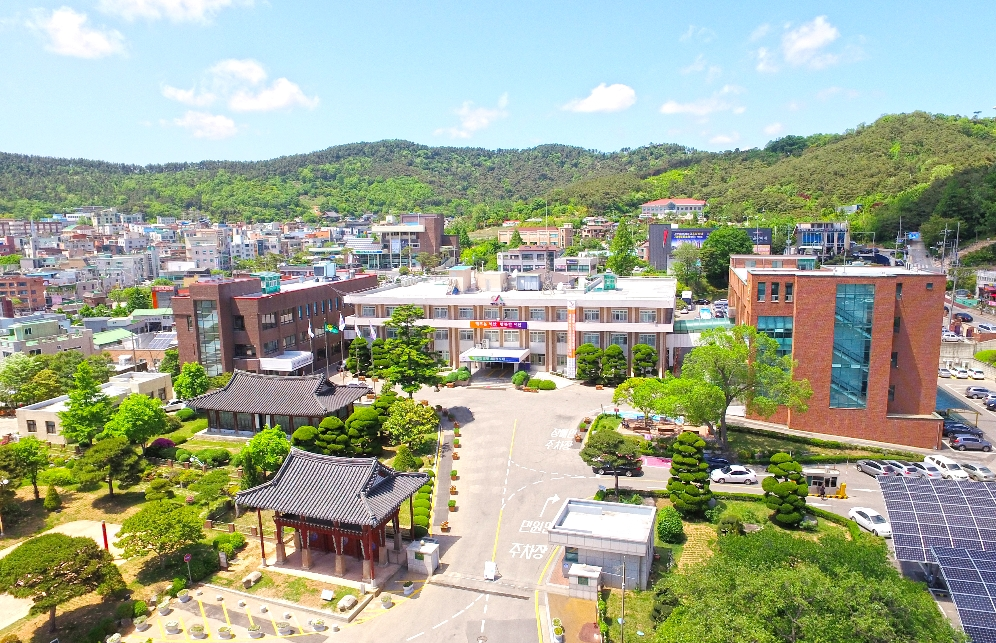
瑞山市廳及周邊

瑞山市（：／ Seosan si */?），是大韓民國忠清南道中央西北部的中心城市，位於泰安半島基部，南北臨海。面積740.59平方公里，2017年人口175,038人。下分1邑、5行政洞、9面。
- 气候四季分明，气温属温和的中纬度温带季风气候带，冬天西北季风较突出是此地的特征。另外，由于瑞山市位于忠清南道西北部突出的泰安半岛，很早就与中国接触频繁，在引进中国文化方面，起到了主导作用。
- 从瑞山龙贤里磨崖如来三尊像和泰安百华山磨崖如来三尊像中可以看到，瑞山附近是百济时代佛教雕像艺术的先进发达地区。後流传到熊津和泗沘，接着又传到新罗，据说对日本飞鸟时代的雕像美术也带来了影响。
- 由于瑞山位于朝鮮半岛西海岸，此地在高丽末朝鮮初经常受到倭寇的侵入，而且在高丽和李氏朝鲜时代，这里还备有将三南地区（指忠清道、全罗道、庆尚道）的税粮运输到漢城的漕运船。
- 从文化角度来讲，这里是伽倻山周围的「内浦地方」，并在忠南地区形成了与车岭山脉东南部地区有区别的文化圈。[1]

## 瑞山的历史
文字記載的瑞山屬于三韓時代的馬韓致利鞠國爲開始。据《三国志东夷传》，致利鞠国是马韩54国中的一个，也就是以今天的池谷面为中心的地区。瑞山地区最早有记录的文献是《三国史记》，百济时代瑞山地方有旗郡，之下的领县有知六县和省大兮县（现今的泰安地区），以及原来為槥城郡（现今的唐津郡沔川地区）领县的余村县（云山地区）。 
755年（统一新罗景德王14年）時稱『富城郡』，1284年（高丽忠烈王10年）時稱『瑞州牧』，而到1310年（高丽忠宣王10年）被降级为『瑞宁府』等，瑞山地区直到李朝经历了七八次降級和复郡的反复过程。到1413年（朝鲜太宗13年），又恢复瑞山郡。其后，也經歷過幾次降级和复郡。
- 1895年5月名称改为瑞山郡、泰安郡、海美郡
- 1914年1月重新将3郡整合为瑞山郡
- 1942年10月瑞山面升级为邑
- 1984年5月设置西部办事处，治泰安半島
- 1989年1月分为瑞山市、瑞山郡、泰安郡（瑞山邑升级为市）
- 1995年1月整合瑞山市和瑞山郡（法律第4774号）[2]

## 行政区划
| 行政区划 | 面积   | 户数   | 人口    |
| -------- | ------ | ------ | ------- |
| 大山邑   | 105.03 | 6,557  | 15,168  |
| 仁旨面   | 35.48  | 3,299  | 8,027   |
| 浮石面   | 123.85 | 2,730  | 5,795   |
| 八峰面   | 51.36  | 1,691  | 3,546   |
| 地谷面   | 57.92  | 4,001  | 9,472   |
| 聖淵面   | 43.92  | 2,178  | 5,599   |
| 音岩面   | 43.95  | 4,484  | 10,978  |
| 雲山面   | 82.67  | 2,736  | 5,795   |
| 海美面   | 68.27  | 3,991  | 8,766   |
| 高北面   | 71.76  | 3,093  | 7,474   |
| 富春洞   | 9.44   | 7,876  | 19,409  |
| 東門一洞 | 8.76   | 6,705  | 17,846  |
| 東門二洞 | 1.37   | 4,383  | 10,323  |
| 壽石洞   | 8.78   | 6,352  | 15,638  |
| 石南洞   | 29.39  | 11,437 | 31,238  |
| 瑞山市   | 740.59 | 71,513 | 175,038 |

## 姐妹城市
- 日本奈良縣天理市 1991.11.07.
- 中华人民共和国安徽省合肥市 2008.06.30.
- 日本青森縣田子町 2012.06.22.
- 中华人民共和国山東省榮成市 2012.11.20.